# Circuit Trois-Rivières
Der Circuit Trois-Rivières ist eine temporäre Motorsport-Rennstrecke in  Trois-Rivières (Quebec), Kanada, rund 130 Kilometer nördlich von Montreal. Der Stadtkurs besteht aus öffentlichen Straßen und befindet sich auf dem Messegelände der Stadt.

## Geschichte

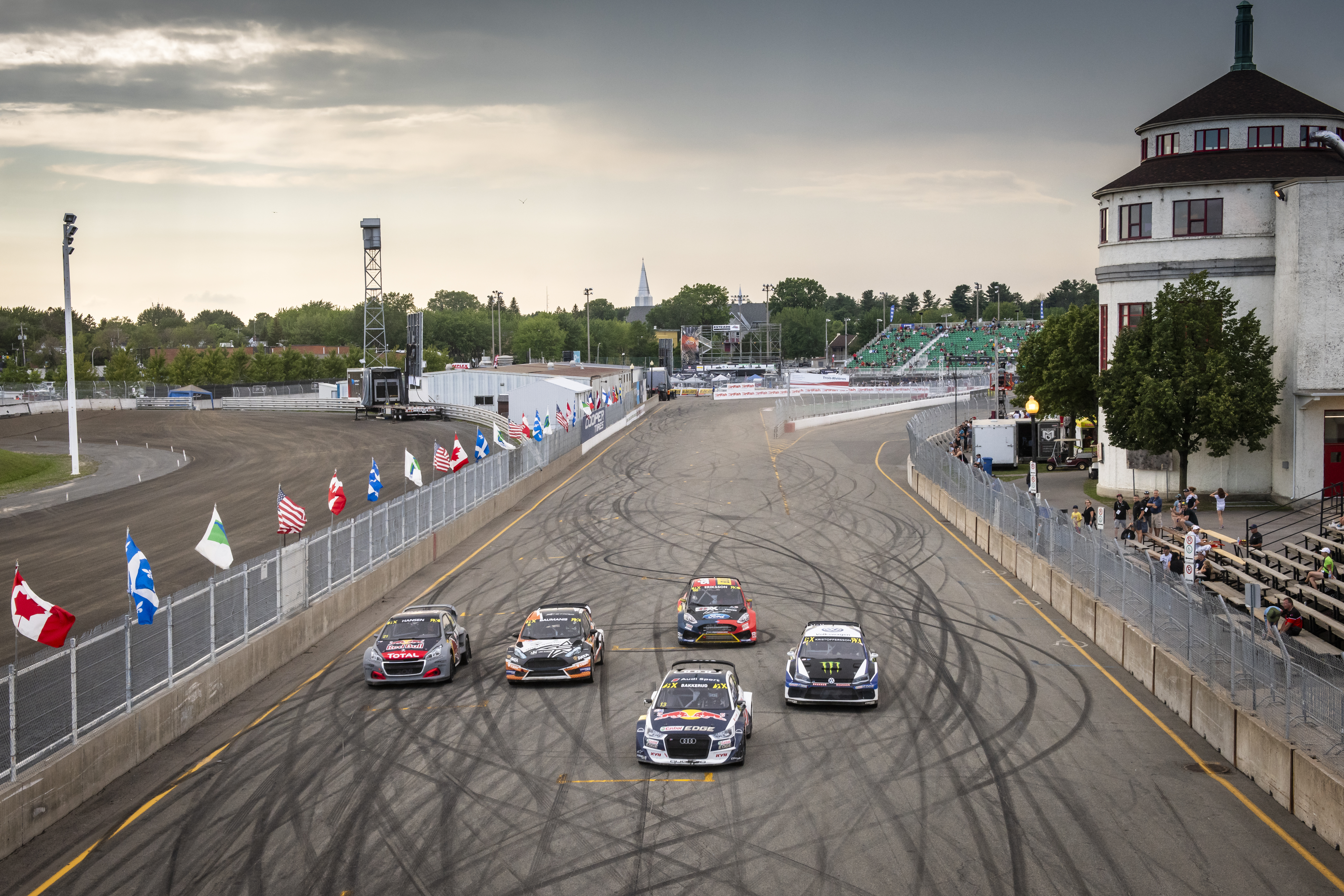
Startgerade des Circuits beim World Rallycross of Canada 2018

Das erste Rennen fand 1967 statt, damals noch auf einem 1,6 Kilometer langen Straßenkurs, der im Folgejahr auf 2,1 km erweitert wurde. Von 1973 bis 1976 nutzte man einen 2,41 Kilometer langen Straßenkurs und von 1977 bis 1985 war die Strecke 3,38 Kilometer lang. Seit 1989 werden Rennen auf der jetzigen 2,57 Kilometer langen Strecke ausgetragen.
Für Rallycross-Veranstaltungen wurde von 2014 bis 2019 eine verkürzte und um Off-Road-Sektionen erweiterte Variante des Kurses benutzt.

## Veranstaltungen
Seit 1967 findet einmal jährlich mit dem Grand Prix de Trois-Rivières eines der ältesten Straßenrennen Nordamerikas statt. Aktuell (Stand 2024) starten bei diesem unter anderem die NASCAR Canada Series und die Sports Car Championship Canada. In der Vergangenheit waren ferner folgende Serien Teil des Rennwochenendes:
- American Le Mans Series
- Formel-Atlantic-Serie
- Grand-Am-Serie.
- Trans-Am-Serie
- Can-Am-Serie
- Porsche GT3 Cup Challenge Canada
- Star Mazda Championship

Von 2014 bis 2019 fand zusätzlich ein Lauf der FIA World Rallycross Championship als zweite Veranstaltung auf dem Kurs statt.